# Pseudomicrocentria
Pseudomicrocentria Miller, 1970 è un genere di ragni appartenente alla famiglia Linyphiidae.

## Distribuzione
Le due specie oggi note di questo genere sono state reperite in Africa e Malaysia

## Tassonomia
A giugno 2012, si compone di due specie:
- Pseudomicrocentria minutissima Miller, 1970[3] — Sud, ovest e centro Africa
- Pseudomicrocentria simplex Locket, 1982 — Malaysia